# Condove
Condove ist eine italienische Gemeinde in der Metropolitanstadt Turin (TO), Region Piemont.

## Lage und Einwohner
Condove liegt knapp 35 km östlich von Turin im Val di Susa. Der höchste Punkt der Gemeinde ist der Punta Lunella (2.772 m über dem Meeresspiegel). Condove ist Mitglied in der Bergkommune Comunità Montana Bassa Valle di Susa e Val Cenischia. Das Gemeindegebiet umfasst eine Fläche von 71 km² und hat 4437 Einwohner (Stand 31. Dezember 2023).
Die Nachbargemeinden sind Usseglio, Viù, Lemie, Bruzolo, Rubiana, Caprie, San Didero, Borgone Susa, Vaie, Sant’Antonino di Susa und Chiusa di San Michele.

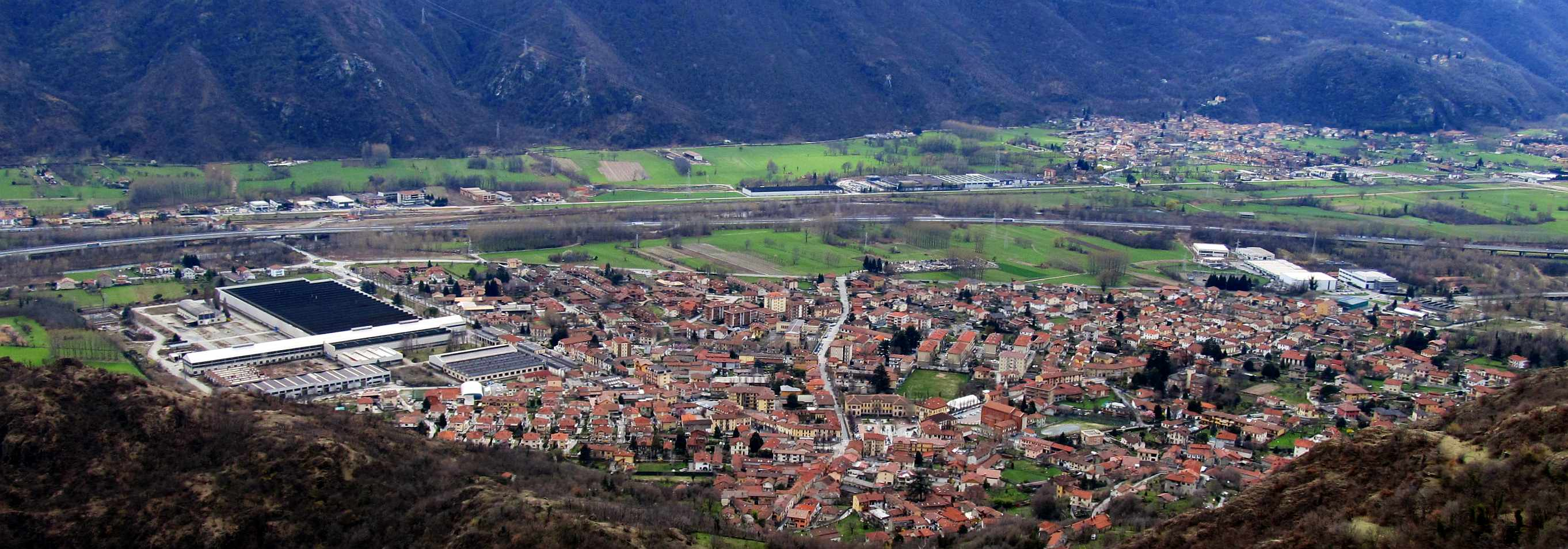
Panorama

## Geschichte

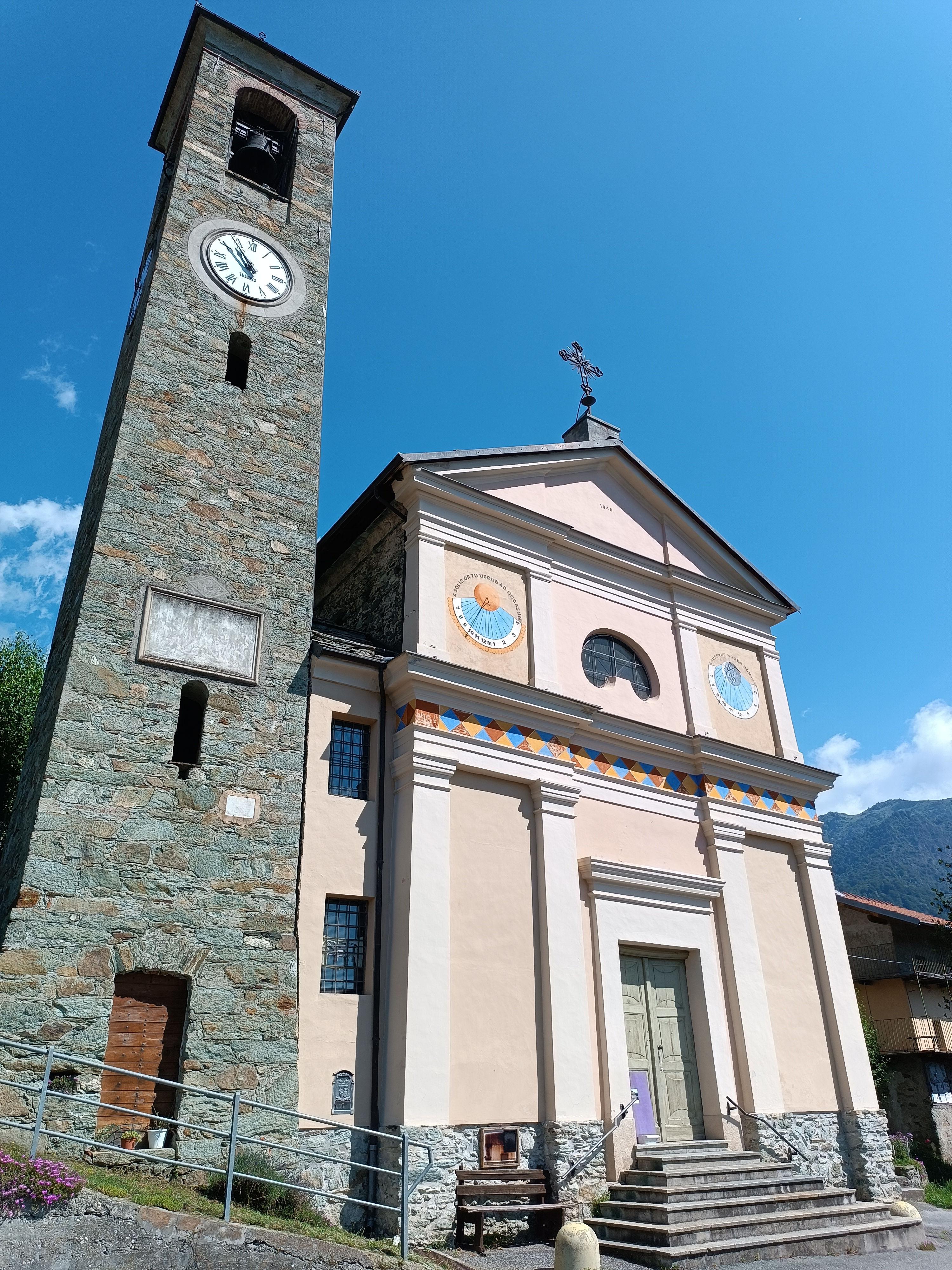
Pfarrkirche

Im Jahr 1936 gliederte die Gemeinde Condove die beiden  Berggemeinden Mocchie und Frassinere ein, die zu ihren Weilern wurden. Die Bevölkerungszahl des im Talgrund gelegenen Condove war lange Zeit geringer als die der beiden heutigen Weiler, die beide auf halber Höhe des Hangs auf der Sonnenseite des Tals liegen.

## Persönlichkeiten
- Giuseppe Pietro Gagnor (1884–1964), römisch-katholischer Bischof von Alessandria
- Franco Leccese (1925–1992), Leichtathlet
- Gian Carlo Grassi (1946–1991), Bergsteiger und Bergführer

## Einzelnachweis
1. ↑  Bilancio demografico e popolazione residente per sesso al 31 dicembre 2023. ISTAT. (Bevölkerungsstatistiken des Istituto Nazionale di Statistica, Stand 31. Dezember 2023).